# 2010 في جنوب إفريقيا
فيما يلي قوائم الأحداث التي وقعت خلال عام 2010 في جنوب أفريقيا.

## رياضة
- 1 يناير – بطولة أفريقيا لكرة القدم للسيدات 2010

## أفلام
من الأفلام التي صدرت هذه السنة في جنوب أفريقيا:
- 3 ديسمبر – الذي لا يقهر من إخراج كلينت إيستوود.

## وفيات

### مارس
- 12 مارس – فاطمة مير (مواليد 1928)